# Real Avilés CF
A Real Avilés CF, teljes nevén Real Avilés Club de Fútbol egy spanyol labdarúgócsapat. A klubot 1903-ban alapították, jelenleg a negyedosztályban szerepel.

## Története
A csapat története a harmadosztályban indult, ahol először az 1930-31-es szezonban szerepelt. Négy évvel később jutott fel először a másodosztályba, ahol ekkor még csak négy szezonon keresztül tudott benn maradni. 1952-ben jutott fel ismét, és ekkor rögtön újoncként a harmadik helyen végzett saját csoportjában. Ezzel kvalifikálta magát az első osztályú tagságért vívott rájátszásba, azonban itt csak ötödik lett, így nem jutott fel. 1960-tól megszűnéséig már csak a harmad- majd a negyedosztályban szerepelt.
1983-ban egyesült a CD Ensidesa csapatával. A harmadosztályban kezdte szereplését, azonban innen két év után kiesett. A negyedosztályban is két évet töltött, majd három év után feljutott a másodosztályba is, ahonnan ismét két év után kényszerült búcsúzni. 2004-ig nagyrészt a harmadosztályban játszott, ám ekkor kiesett, és azóta sem sikerült ismét feljutnia a harmadosztályba.

## Statisztika
| Szezon  | Osztály | Poz. | Copa del Rey |
| ------- | ------- | ---- | ------------ |
| 1930/31 | 3ª      | 8.   |              |
| 1931/32 | 3ª      | 3.   |              |
| 1932/33 | 3ª      | 1.   |              |
| 1933/34 | 3ª      | 4.   |              |
| 1934/35 | 2ª      | 4.   |              |
| 1935/36 | 2ª      | 5.   |              |
| 1939/40 | 2ª      | 7.   |              |
| 1940/41 | 2ª      | 12.  |              |
| 1943/44 | 3ª      | 3.   |              |
| 1944/45 | 3ª      | 1.   |              |
| 1945/46 | 3ª      | 5.   |              |
| 1946/47 | 3ª      | 6.   |              |
| 1947/48 | 3ª      | 7.   |              |
| 1948/49 | 3ª      | 5.   |              |
| 1949/50 | 3ª      | 2.   |              |
| 1950/51 | 3ª      | 10.  |              |
| 1951/52 | 3ª      | 1.   |              |
| 1952/53 | 2ª      | 3.   |              |
| 1953/54 | 2ª      | 11.  |              |
| 1954/55 | 2ª      | 15.  |              |
| 1955/56 | 3ª      | 2.   |              |
| 1956/57 | 2ª      | 7.   |              |
| 1957/58 | 2ª      | 10.  |              |
| 1958/59 | 2ª      | 11.  |              |

| Szezon  | Osztály    | Poz. | Copa del Rey |
| ------- | ---------- | ---- | ------------ |
| 1959/60 | 2ª         | 15.  |              |
| 1960/61 | 3ª         | 2.   |              |
| 1961/62 | 3ª         | 2.   |              |
| 1962/63 | 3ª         | 3.   |              |
| 1963/64 | 3ª         | 2.   |              |
| 1964/65 | 3ª         | 1.   |              |
| 1965/66 | 3ª         | 2.   |              |
| 1966/67 | 3ª         | 1.   |              |
| 1967/68 | 3ª         | 1.   |              |
| 1968/69 | 3ª         | 3.   |              |
| 1969/70 | 3ª         | 6.   |              |
| 1970/71 | 3ª         | 7.   |              |
| 1971/72 | 3ª         | 8.   |              |
| 1972/73 | 3ª         | 13.  |              |
| 1973/74 | 3ª         | 14.  |              |
| 1974/75 | Regionális | —    |              |
| 1975/76 | Regionális | —    |              |
| 1976/77 | Regionális | —    |              |
| 1977/78 | 3ª         | 7.   |              |
| 1978/79 | 3ª         | 2.   |              |
| 1979/80 | 3ª         | 2.   |              |
| 1980/81 | 3ª         | 9.   |              |
| 1981/82 | 3ª         | 8.   |              |
| 1982/83 | 3ª         | 13.  |              |

| Szezon  | Osztály | Poz. | Copa del Rey |
| ------- | ------- | ---- | ------------ |
| 1983/84 | 2ªB     | 16.  |              |
| 1984/85 | 2ªB     | 19.  |              |
| 1985/86 | 3ª      | 3.   |              |
| 1986/87 | 3ª      | 2.   |              |
| 1987/88 | 2ªB     | 2.   |              |
| 1988/89 | 2ªB     | 4.   |              |
| 1989/90 | 2ªB     | 1.   |              |
| 1990/91 | 2ª      | 9.   |              |
| 1991/92 | 2ª      | 19.  |              |
| 1992/93 | 2ªB     | 6.   |              |
| 1993/94 | 2ªB     | 15.  |              |
| 1994/95 | 2ªB     | 10.  |              |
| 1995/96 | 2ªB     | 3.   |              |
| 1996/97 | 2ªB     | 10.  |              |

| Szezon  | Osztály | Poz. | Copa del Rey |
| ------- | ------- | ---- | ------------ |
| 1997/98 | 2ªB     | 16.  |              |
| 1998/99 | 2ªB     | 9.   |              |
| 1999/00 | 2ªB     | 16.  |              |
| 2000/01 | 3ª      | 7.   |              |
| 2001/02 | 3ª      | 2.   |              |
| 2002/03 | 2ªB     | 13.  |              |
| 2003/04 | 2ªB     | 20.  |              |
| 2004/05 | 3ª      | 6.   |              |
| 2005/06 | 3ª      | 8.   |              |
| 2006/07 | 3ª      | 6.   |              |
| 2007/08 | 3ª      | 11.  |              |
| 2008/09 | 3ª      | 11.  |              |
| 2009/10 | 3ª      | 9.   |              |
| 2010/11 | 3ª      | 10.  |              |
| 2011/12 | 3ª      | 2.   |              |

## Fordítás
- Ez a szócikk részben vagy egészben  a   Real Avilés CF című angol Wikipédia-szócikk fordításán alapul.  Az eredeti cikk szerkesztőit annak laptörténete sorolja fel. Ez a jelzés csupán a megfogalmazás eredetét és a szerzői jogokat jelzi, nem szolgál a cikkben szereplő információk forrásmegjelöléseként.